# Decagrama
El decagrama en notación musical es un sistema constituido por dos pentagramas, consta de cinco bajo líneas, cinco sobre líneas y la línea de clave. La clave de do está escrita en la línea de clave, la clave de sol corresponde a las sobre líneas y la clave de fa a las bajo líneas.
Este sistema de escritura musical es muy utilizado en instrumentos como el piano y el arpa, entre otros.